# Susan Blanchard
Susan Blanchard-Frank (11 de diciembre de 1948) es una actriz estadounidense, conocida por interpretar el papel de Mary Kennicott en la telenovela All My Children entre 1971 y 1975.

## Carrera
Está casada con el actor Charles Frank, quien además interpretó a su esposo en All My Children. También trabajaron juntos en la película de 1978 The New Maverick con James Garner y Jack Kelly; y el año siguiente en la serie Young Maverick.
Trabajó además en las cintas de John Carpenter Prince of Darkness (1987) y They Live (1988).

## Filmografía (Selección)
| Año  | Título                       | Título original          | Personaje              | Notas                  |
| ---- | ---------------------------- | ------------------------ | ---------------------- | ---------------------- |
| 1978 | La amante del presidente     | The President's Mistress | Margaret 'Mugsy' Evans | película de televisión |
| 1984 | El otro Maverick             | The New Maverick         | Nell McGarahan         |                        |
| 1987 | El príncipe de las tinieblas | Prince of Darkness       | Kelly                  |                        |
| 1987 | Russkies                     | Russkies                 | Sra. V                 |                        |
| 1989 | Están vivos                  | They Live                | Ingenue                |                        |

| Año         | Título         | Título original | Personaje        | Notas        |
| ----------- | -------------- | --------------- | ---------------- | ------------ |
| 1975 - 1975 | Beacon Hill    | Beacon Hill     | Maureen Mahaffey | 11 episodios |
| 1976 - 1976 | Mr. T y Tina   | Mr. T and Tina  | Tina Kelly       | 6 episodios  |
| 1979 - 1980 | Joven Maverick | Young Maverick  | Nell McGarrahan  | 8 episodios  |